# Without You (album)
Pour les articles homonymes, voir Without You.
 (février 2024).
Si vous disposez d'ouvrages ou d'articles de référence ou si vous connaissez des sites web de qualité traitant du thème abordé ici, merci de compléter l'article en donnant les références utiles à sa vérifiabilité et en les liant à la section « Notes et références ».
Albums de Sami Yusuf
My Ummah
(2005)
Without You est le troisième album de Sami Yusuf. Après 4 ans sans avoir sorti de nouveauté (2005-2009), Yusuf renoue avec le succès[réf. souhaitée].
Sorti en France début février 2009, Without you regroupe onze titres parlant religion mais aussi d'amitié, de paix et même des caricatures danoises sur Mahomet. Moins « dédié à l'Islam » que les précédents selon l'artiste, ce disque comporte un mélange de quatre langues et des influences arabes, turques, occidentales et même indiennes. Sami parle moins de l'Islam, mais plus de la situation du monde, particulièrement de la Palestine, à laquelle il dédie une chanson, Forever Palestine. Il déclare à ce sujet : « Tout ce que je sais, c’est que ce qui se passe à Gaza est écœurant, dégradant, humiliant… Et que le monde devrait avoir honte de lui-même pour laisser agir de la sorte et permettre que ces atrocités aient lieu. Seule l’histoire jugera la manière dont ces évènements seront interprétés et compris dans les 10-15 ans à venir. Les historiens les compareront-ils à un Holocauste ? ». Comme dans ses précédents albums, Yusuf prétend donner le vrai message de paix, d'amour, de tolérance et de miséricorde de l'Islam, non pas celui de ceux qui font des horreurs en son nom.